# Gauthier de Saint-Pern
Gauthier de Saint-Pern  (mort le 21 mai 1359) est un ecclésiastique breton qui fut évêque de Vannes de 1347 à 1359.

## Biographie
Gauthier de Saint-Pern est le 2e fils du chevalier Louis de Saint-Pern, seigneur de Ligouyer et d'Havoise de Mauny. La famille de Saint-Pern est dévouée à Charles de Blois, dont il devient le conseiller. 
Il est chanoine du chapitre de Rennes et professeur in utroque jure lorsqu'il est nommé par le pape Clément VI le 10 janvier 1347 évêque de Vannes, bien que son diocèse soit contrôlé par les Anglais. Il assiste aux États de Dinan avec les évêques de Tréguier et de Saint-Brieuc et il est le négociateur du projet de mariage entre un fils de Jeanne de Penthièvre et une fille de Édouard III d'Angleterre.
En 1357, il est témoin à une donation faite au prieuré de Montreuil dépendant de l'abbaye de Saint-Méen. 
Il meurt le 21 mai 1359 selon le nécrologue de l'église de Rennes.

## Pour approfondir